# Famille Ordelaffi
La famille Ordelaffi est une famille italienne qui tint, avec des interruptions, la ville de Forlì en Émilie-Romagne entre la fin du XIIIe siècle et les débuts du XVIe siècle.

## Histoire

Blason des Ordelaffi.

La famille prit le pouvoir dans la ville de Forlì, place forte des Gibelins, à la fin du XIIIe siècle. Le domaine, qui s’étend à Castrocaro, Forlimpopoli et à Cesena, resta dans leurs mains jusqu'en 1359 puis de nouveau de 1376 à 1480, avec un retour éphémère en 1503-1504.
La famille est probablement d'origine germanique ou de Vénétie. Dans les archives de la ville un Ordelaffi est cité pour la première fois au milieu du XIIe siècle.

Les seigneurs de Forlì sont cités dans la Divine Comédie de Dante Alighieri  (Enfer, Chant XXVII (it)) : 

« La terre qui soutint jadis la longue épreuve 
et de Français fit un monceau sanglant 
se trouve encore sous les griffes vertes. »

— Traduction Jacqueline Risset
 Dans la citation les « griffes vertes » sont celles du lion rampant des armes familiales des Ordelaffi : « Fascé de six pièces de sinople et d'or, au chef du second chargé d'un lion issant du premier. »
Peu après l'expulsion des Guelfes blancs de Florence, les forces militaires des exilés furent confiées au seigneur de Forlì, Scarpetta Ordelaffi. Entre 1302 et 1303, Dante s'était probablement joint à lui pour l'aider à rédiger les documents transcrits et conservés par le chancelier Pellegrino Calvi. Flavio Biondo a sans doute vu ces documents dans les archives de la famille Ordelaffi.
À la mort de Pino III en 1480, sa dernière épouse, Lucrezia Pico della Mirandola, sœur du philosophe humaniste, a quitté la ville emportant les précieuses archives contenant les documents dantesques de Forlì. Ces documents n'ont été retrouvés ni à Mirandola ni à Piombino. Elle a pu les vendre, lors de son départ pour Piombino en Toscane à l'occasion de son remariage avec Gherardo degli Appiani (it), aux émissaires du pape Sixte IV auquel ils pouvaient servir dans les différends sur les possessions de la Romagne. Il est possible que les archives des Ordelaffi aient été fusionnées dans les 85 kilomètres linéaires des Archives apostoliques du Vatican.

## Liste des chefs de la famille et seigneurs de Forlì
- Teobaldo Ordelaffi Chef des Gibelins de Forlì, mort en 1296.
- Scarpetta Ordelaffi (mort après 1317), premier Ordelaffi seigneur de Forlì, de 1295 à 1315.
- Pino Ordelaffi, seigneur de Bertinoro de 1306 à 1310.
- Francesco I Ordelaffi, connu sous le nom de Cecco I, frère de Scarpetta, seigneur de Forlì de 1315 à 1331.
- Francesco II Ordelaffi (mort en 1373 ou 1374), connu sous le nom de Cecco II, seigneur de Forlì de 1331 à 1359.
- De 1359 à 1376 Forlì fut sous domination du pape.
- Sinibaldo I Ordelaffi (1336-1386), seigneur de Forlì de 1376 à 1386.
- Giovanni Ordelaffi (1355-1399), capitaine de compagnies de mercenaires.
- Pino II Ordelaffi, seigneur de Forlì de 1386 à 1402.
- Francesco III Ordelaffi, connu aussi sous le nom de Cecco III, (1349-1405), seigneur de Forlì de 1402 à 1405.
- De 1405 à 1411 Forlì fut une république.
- Giorgio Ordelaffi (mort en 1423, seigneur de Forlì de 1411 à 1423.
- Teobaldo II Ordelaffi (1413-1425), seigneur de Forlì de 1423 à 1425.
- De 1425 à 1426 Forlì fut sous domination de Filippe Maria Visconti de Milan et de 1426 à 1433 Forlì fut sous domination du pape.
- Antonio I Ordelaffi, seigneur de Forlì de 1433 à 1436 et de 1438 à 1448.
- De 1436 à 1438 Forlì fut sous domination du pape.
- Francesco IV Ordelaffi (1435-1466), connu sous le nom de Cecco IV, seigneur de Forlì de 1448  à 1466
- Pino III Ordelaffi (1440-1480), frère de Cecco IV, seigneur de Forlì de 1466 à 1480.
- Sinibaldo II Ordelaffi (1467-1480), fils de Pino III, seigneur de Forlì en 1480.
- Francesco V Ordelaffi (1461-1488), fils de Francesco IV Ordelaffi il tenta en vain de devenir seigneur de Forlì en 1480.
- De 1480 à 1503 Forlì passa successivement sous la domination de Girolamo Riario de 1480 à 1488 puis de Catherine Sforza de 1488 à 1499 et enfin de César Borgia de 1499 à 1503.
- Antonio Maria Ordelaffi (1460-1504), fils de Cecco IV, seigneur de Forlì de 1503 à 1504.

Avec la mort d'Antonio Maria, la branche principale de la famille s'éteignit ainsi que la domination des Ordelaffi sur Forlì qui revint aux États pontificaux jusqu'en 1797.